# Riu Ara
L'Ara és un riu pirinenc afluent del Cinca, la conca del qual se situa dins de la comarca aragonesa del Sobrarb. És considerat com un dels rius més naturals del Pirineu pel fet de no haver estat sotmès a obres de represa.

## Recorregut

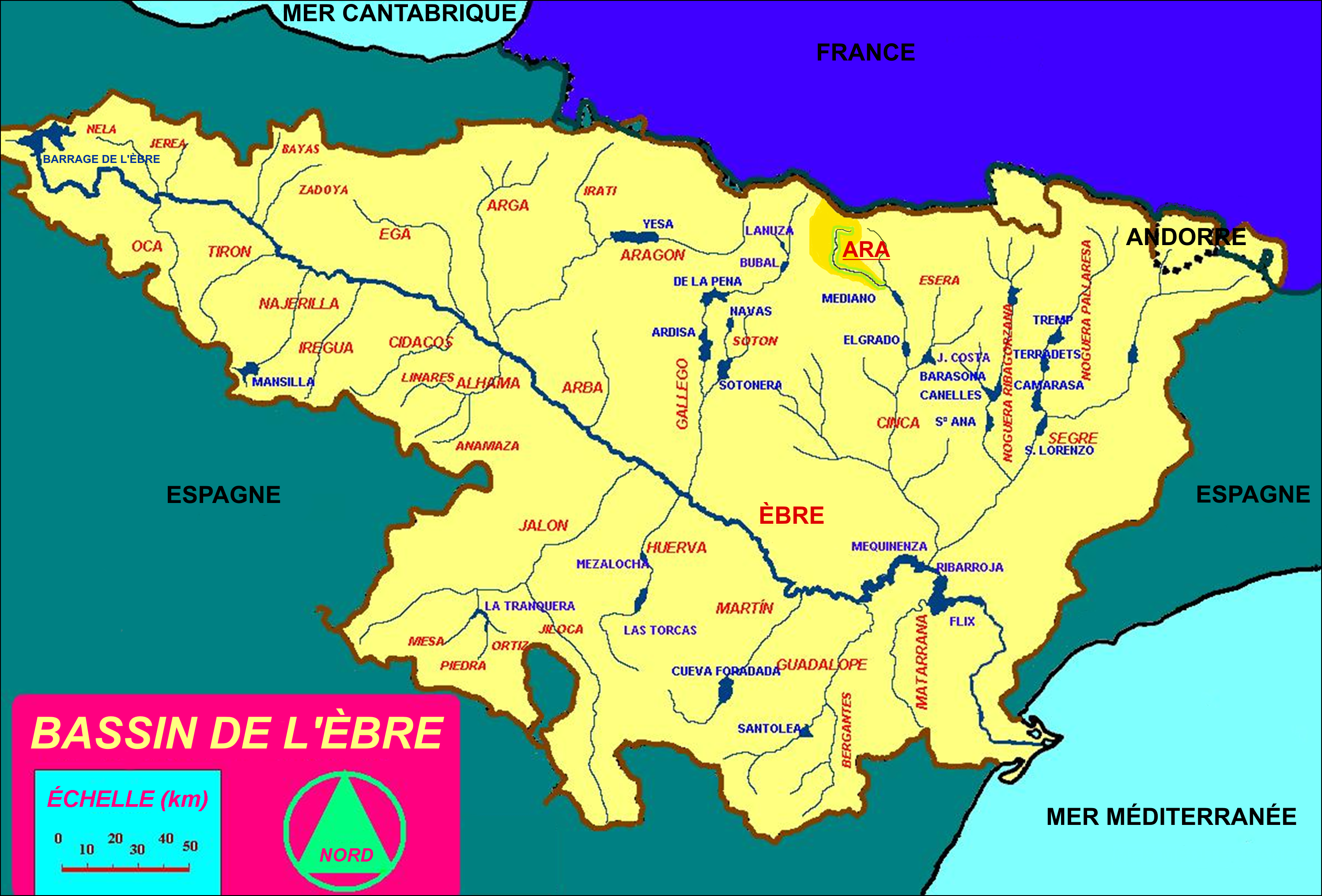
En groc més fosc, la ubicació de la conca del riu Ara, dins de la conca de l'Ebre.

El seu curs segueix un sentit de nord a sud des del naixement fins a Fiscal. A partir d'allà es desvia cap al Sud-est fins a arribar a la desembocadura. Neix a la cara sud del pic Meillon, al costat del Vinyamala. La seva conca s'estén per uns 718 km² dins de la comarca del Sobrarb, forma part de la del Cinca del que és tributari i, per extensió de la del Segre i de la de l'Ebre, on acaben les seves aigües.
Té una longitud d'uns 69 km i passa per diversos nuclis de població: Torla, Broto, Oto, Buesa, Sarvisé, Fiscal, Ligüerre d'Ara, Jánovas, Seso, Boltanya i l'Aïnsa. En aquesta darrera localitat, s'uneix al Cinca.

## Afluents
Els seus principals afluents són: l'Otal, per la dreta a la vall de Bujaruelo, l'Arazas, que hi arriba per l'esquerra marcant l'entrada a la vall d'Ordesa i al Parc Nacional d'Ordesa i Mont Perdut, el Sorrosal, el Chaté, el Forcos, la Guarga, el Sieste i l'Ena.

## Flora i fauna
El fet que el riu hagi mantingut la seva estructura primitiva el fa molt ric en diversitat ecològica. Entre els integrants de la seva fauna variada hi destaquen les truites, madrilles, rabosetes, almesqueres i llúdries així com més d'un centenar d'aus, entre ells el trencalòs i el blauet.
A la flora hi trobem també una gran varietat essent-hi important la presència de salzes, boixos, pins, faigs, bedolls, pollancres i freixes.

## Activitat humana
Les activitats humanes a l'entorn del riu s'han fonamentat tradicionalment en l'agricultura i ramaderia, la pesca fluvial, els molins fariners i els rais de fusta. El despoblament ha anat minvant aquestes activitats i, avui dia, han estat substituïdes per l'acollida de turistes i les propostes de lleure com ara la pesca esportiva, el ràfting i el descens en canoa.

## Galeria d'imatges
Des del naixement a la desembocadura:

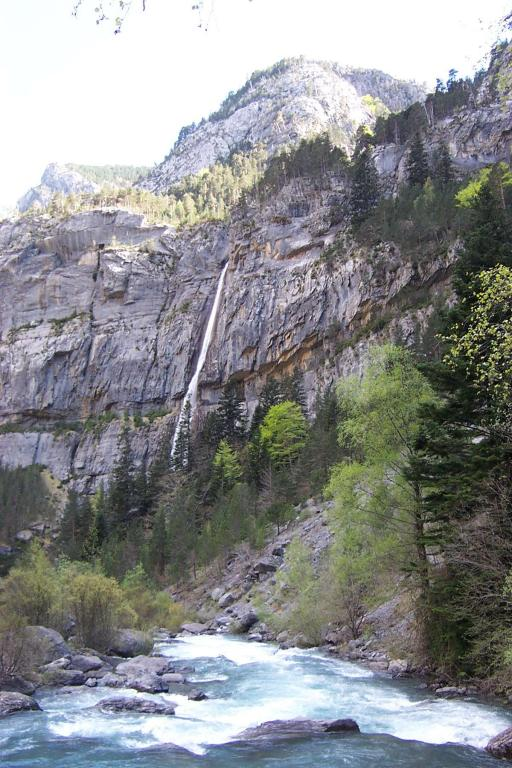
El salt del Carpin
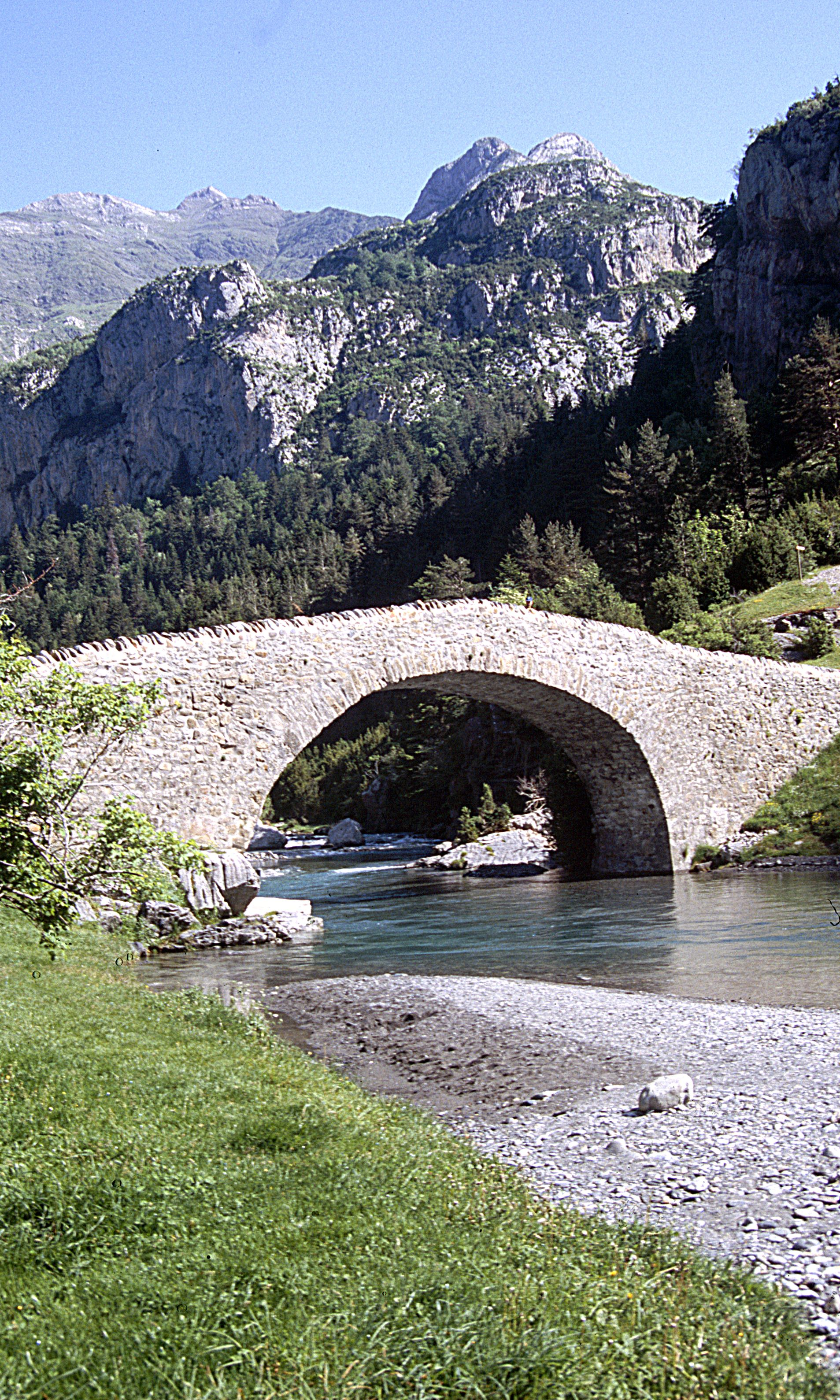
El pont de Bujaruelo
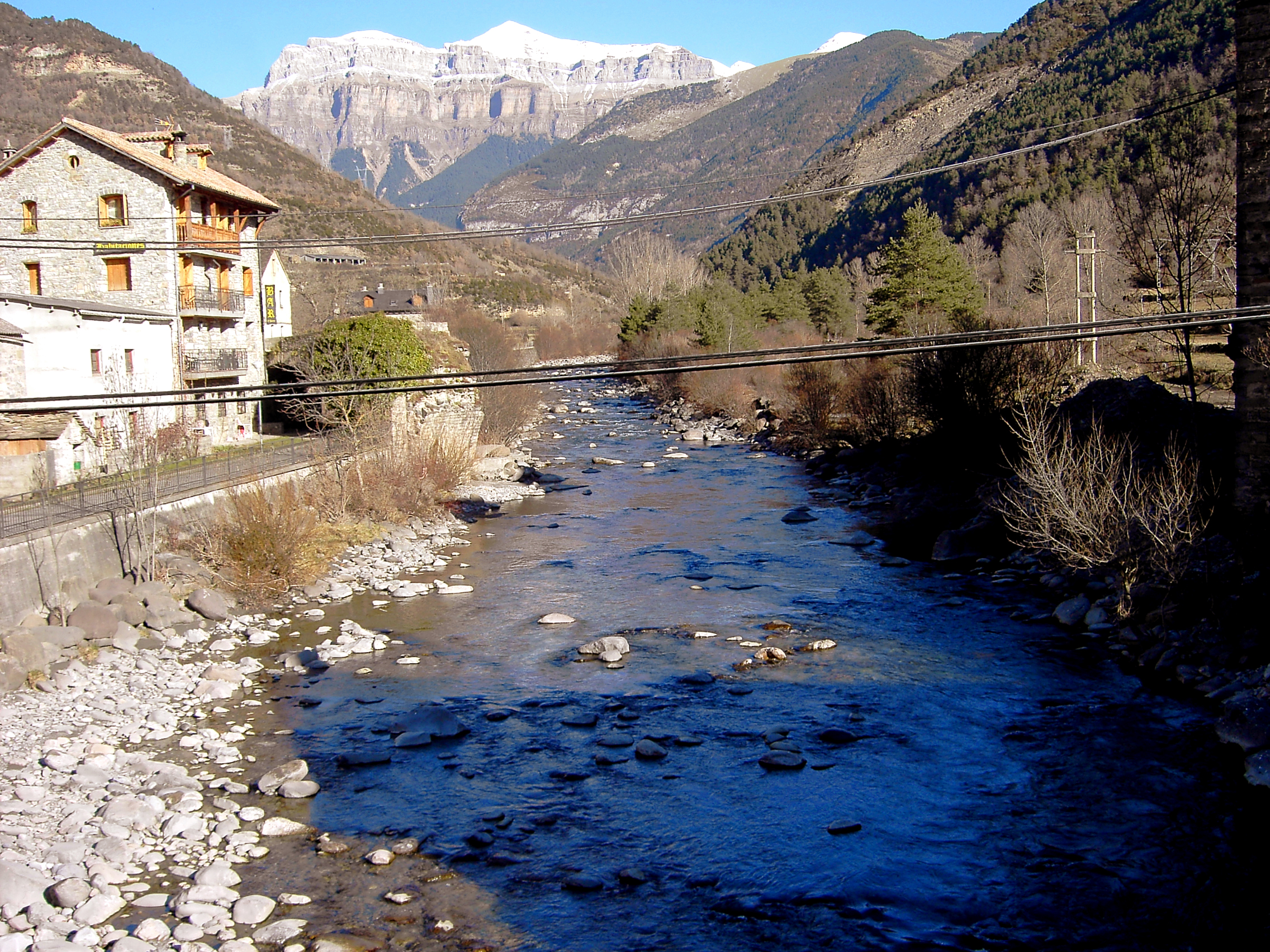
Pas per Broto
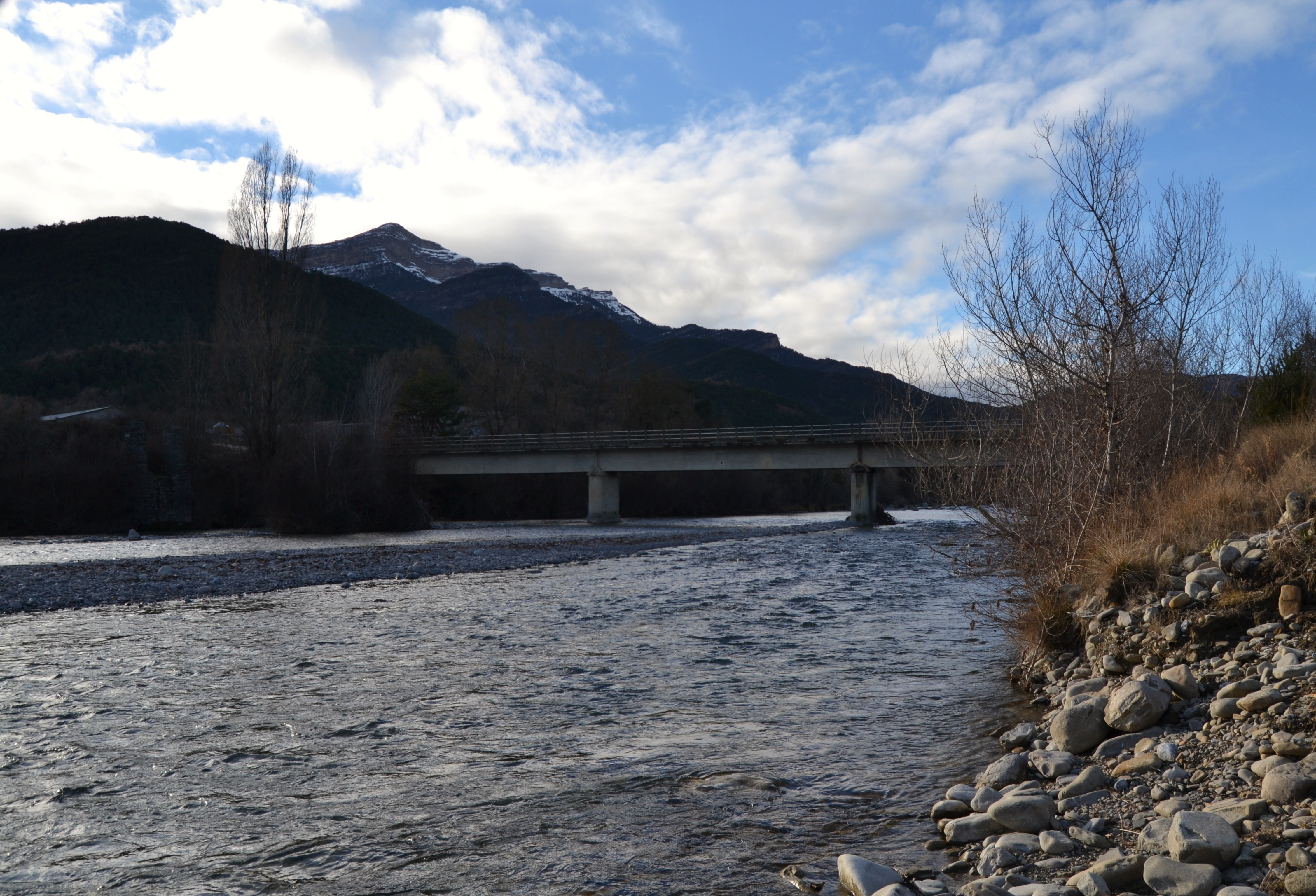
Pas per Ligüerre d'Ara
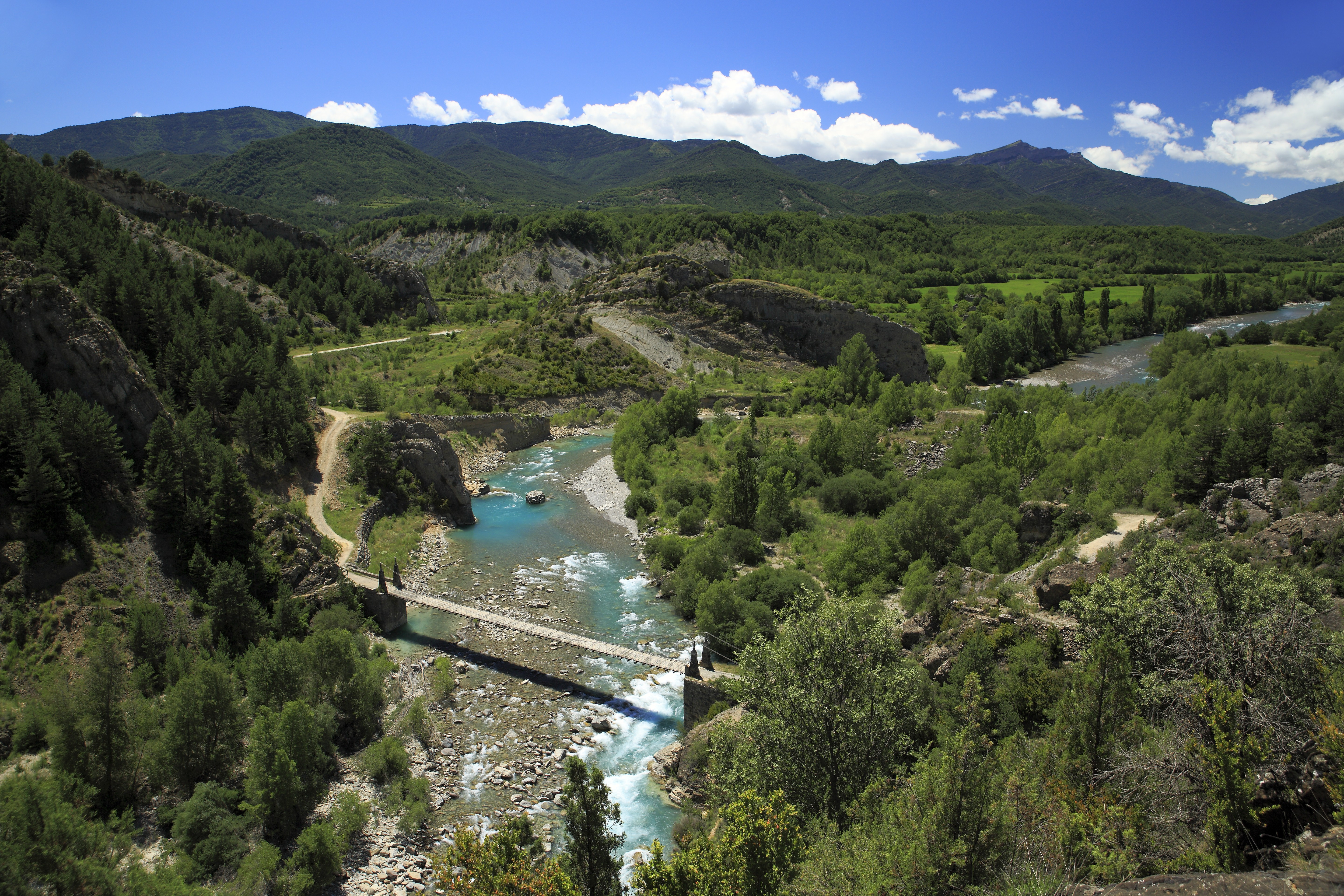
Pas per Jánovas
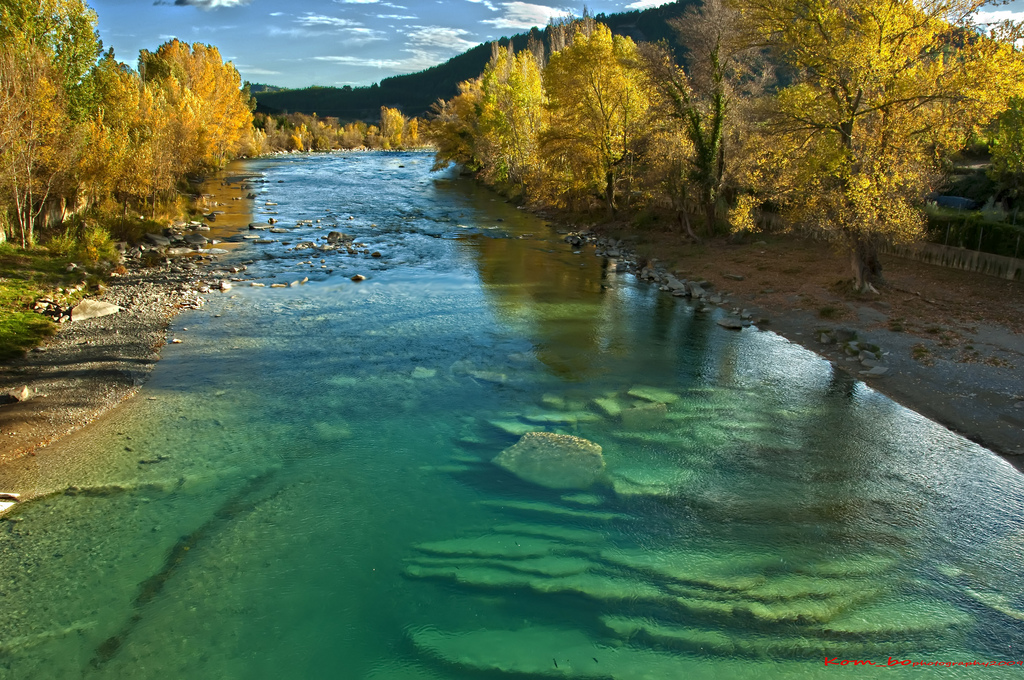
Pas per Boltanya
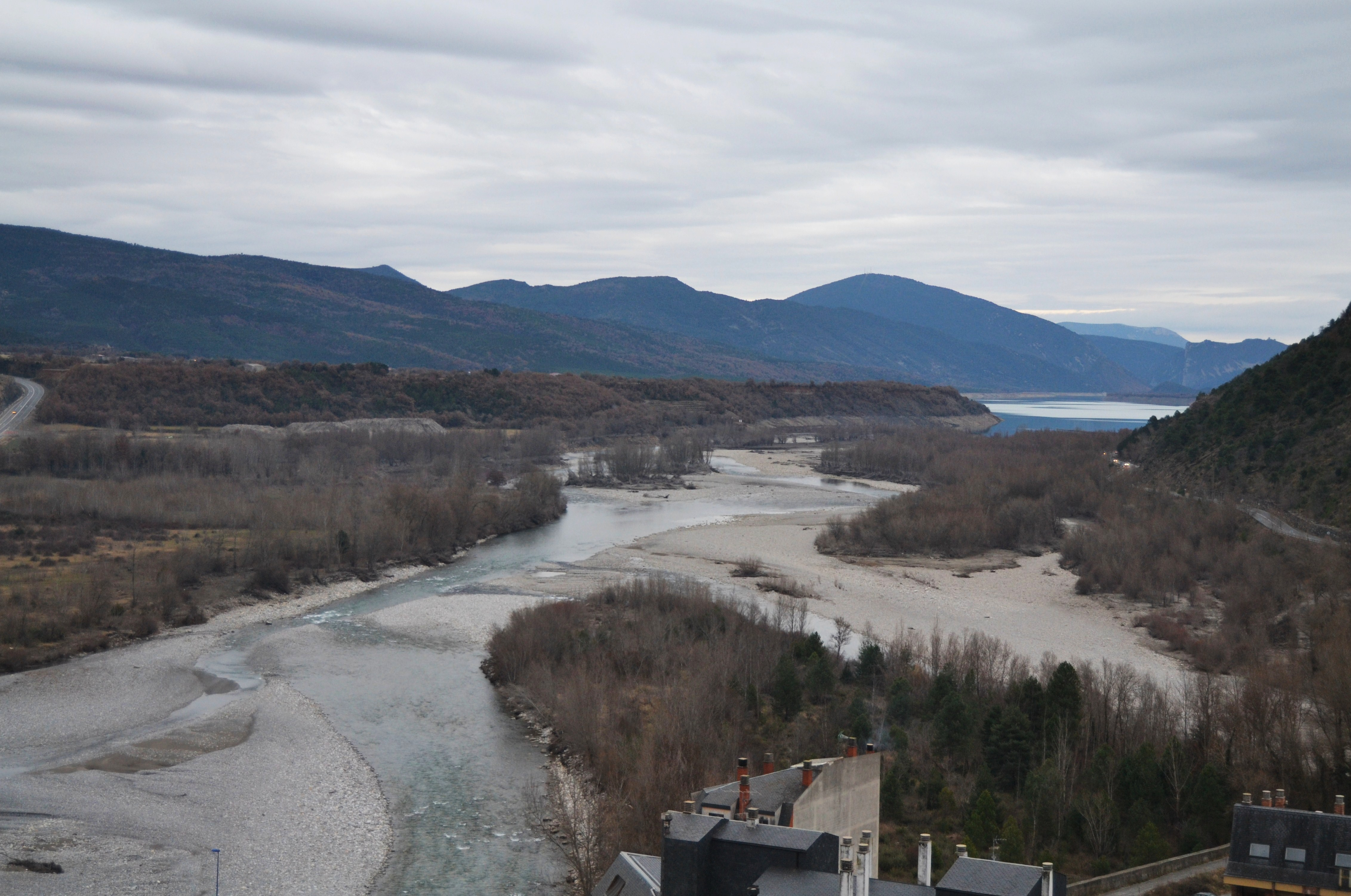
Desembocadura al Cinca a l'Aïnsa